# Кощеєв Сергій Миколайович
Сергій Миколайович Кощеєв (рос. Сергей Николаевич Кощеев; 26 січня 1982, м. Іжевськ, СРСР) — російський хокеїст, захисник. Виступає за «Іжсталь» (Іжевськ) у Вищій хокейній лізі. 
Вихованець хокейної школи «Іжсталь» (Іжевськ). Виступав за «Іжсталь» (Іжевськ), ЦСК ВВС (Самара), «Олімпія» (Кірово-Чепець), «Аріада-Акпарс» (Волжськ), «Динамо-Енергія» (Єкатеринбург), «Южний Урал» (Орськ), «Металург» (Сєров), «Бейбарис» (Атирау). 